# 柳生川
柳生川（やぎゅうがわ）は、愛知県豊橋市を流れる河川。二級水系である柳生川水系の本流である。かつては薫瀬川（くんぜがわ）と呼ばれた。全長6.5km。流域面積23.9km2。

## 地理

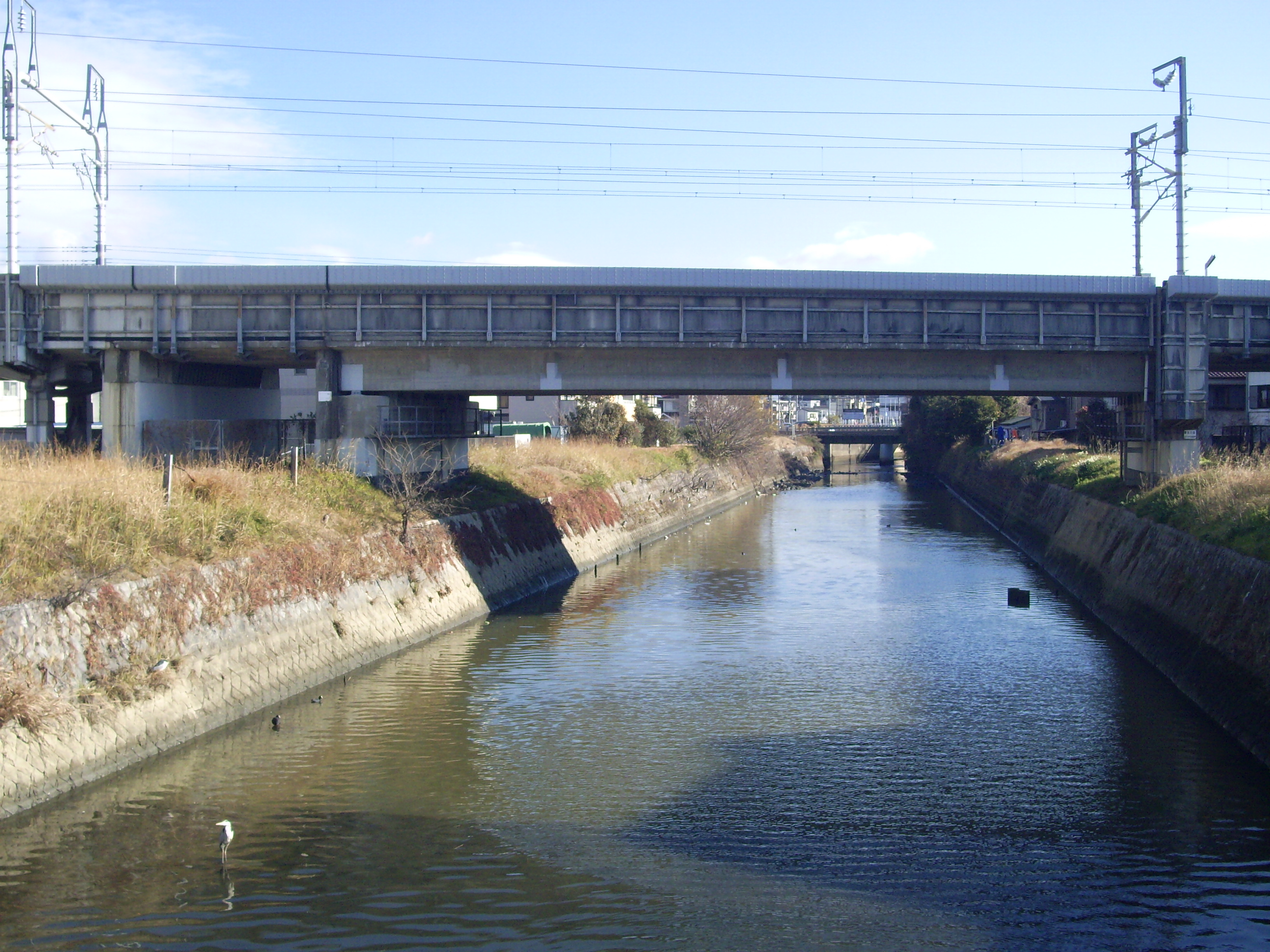
東海道新幹線柳生川橋梁

弓張山地西側の豊橋市飯村町に源を発する殿田川と、その北側の葦毛湿原付近を水源として西流する山中川が、豊橋市三ノ輪町で合流し柳生川となる。その後豊橋市街地の南部を西流し、牟呂町西部で向きを南西に変えて神野新田町で三河湾に注ぐ。小池橋から河口までの区間は柳生川運河と呼ばれる。柳生川運河部分の川幅は30-40メートル、ほぼ直線状の流路である。柳生川の河口は梅田川の河口に隣接し、海上には東三河臨海道路（通称ベイブリッジウェイ）の港大橋が架かる。

## 歴史
1915年（大正4年）頃、騎兵第十九聯隊長として豊橋に着任していた竹田宮恒久王の邸宅が付近の花田字寺東にあった。その長男の恒徳王はよくこの川で遊んでいたという。
1933年（昭和8年）1月から1936年（昭和11年）2月に柳生川の運河化工事が行われた。豊橋市が柳生川沿岸を工業地帯としたことで、1937年（昭和12年）10月には柳生川運河の拡張工事に着手したが、戦争が深まる中で資材や人手が不足して中止された。1943年（昭和18年）頃には柳生川沿岸にユタカ産業や第一繊維などの企業が進出している。
1953年（昭和28年）の昭和28年台風第13号では柳生川の堤防が決壊した。護岸の復旧工事と同時に運河の工事も行われ、製糸工場の燃料用石炭・大豆・菜種などを積載した船舶が柳生川を航行した。豊橋飼料（マルトグループ）の貯蔵施設が明海町に移転したことで、1998年（平成10年）頃には貨物船が柳生川に出入りすることもなくなった。

## 自然
河口から下流にかけては運河として利用されてきた歴史があるため、直線的なコンクリート岸である。柳生川本流及び支流での分布が確認されている代表的な生物は以下の通りである。水系内ではミナミメダカや、ニホンウナギ、ニホンイシガメなどの希少な生物もみられる一方、水質汚濁や河川改修に強い生物種が優占している。なお、柳生川水系に属す牟呂用水はイトモロコの自然分布域の東端である。柳生川の源流の一つにあたる葦毛湿原の自然については葦毛湿原を参照。
- 腹足類

ヒメタニシ、カワニナ。
- 二枚貝類

タイワンシジミ（外来種）。
- 扁形動物

アメリカツノウズムシ（外来種）。
- 昆虫類

ハグロトンボ、ギンヤンマ、シオカラトンボ、ヒゲナガカワトビケラ。
- 甲殻類

アメリカザリガニ（外来種）、テナガエビ、ミナミヌマエビ、スジエビ、クロベンケイガニ 、ケフサイソガニ 、モクズガニ。
- 魚類

ニホンウナギ、
コイ（外来種）、
フナ、
タイリクバラタナゴ（外来種）、
カワムツ、
オイカワ、
モツゴ、
イトモロコ、
カマツカ、
ドジョウ、
ナマズ（外来種）、
ミナミメダカ、
カダヤシ（外来種）、 
ボラ、
タウナギ（外来種）、
チチブ、
スミウキゴリ、
マハゼ、
トウヨシノボリ、
カムルチー（外来種）、
オオクチバス（外来種）。
- 両生類

ウシガエル（外来種）、ツチガエル。
- 爬虫類

ニホンイシガメ、
クサガメ、
ニホンスッポン、
ミシシッピアカミミガメ（外来種）。
- 鳥類

アオアシシギ、ウミネコ、カワウ、トビ、アオサギ、チュウサギ、コサギ、カルガモ、スズガモ。
- 水生植物

ヨシ、オオカナダモ（外来種）、エビモ、ウォーターマッシュルーム（外来種）、オオフサモ（外来種）。

## 流域の自治体
愛知県
豊橋市

## 支流
- 殿田川
  - 南殿田川 - 源流は豊橋市大岩町北山
  - 長三川
- 山中川（黒福橋以東は岩田大橋を除いて銘板に内山川と表記）
  - 地蔵川 - 源流は豊橋市岩崎町長尾（葦毛湿原）
  - 三太郎排水路
- 山田川
- 富田川
- 師団都市下水路 - 高師原北部から西流
- 牟呂用水（新川）

## 流域に存在する施設等
- 高山浄水場
- 豊橋医療センター
- 唐沢池 - 指定上流端
- 葦毛湿原 - 長尾池
- 鞍掛神社
- 利兵池公園
- 豊橋市立東陽中学校
- 飯村公園
- ゆのゆ TOYOHASHI
- 豊橋市立東部中学校
- 愛知県立豊橋東高等学校
- 幸公園 - 長三池
- ドラッグスギヤマ三ノ輪店
- 向山大池
- バロー豊橋店
- 豊橋中央高等学校
- 豊橋鉄道渥美線 柳生橋駅
- ヤマナカ汐田フランテ館
- DCM21 豊橋汐田橋店　生活館
- DCM21 豊橋汐田橋店　専門館
- 豊橋市中央図書館
- 愛知県豊橋赤十字血液センター
- 豊橋市立牟呂中学校
- 神野新田、神野新田資料館
- ジャンボエンチョー神野新田店
- 豊橋市中島下水処理場

## 橋梁
下流域は柳生川運河として整備され、舟運に利用されていたため、汐田橋以降の橋梁は水面からの距離を高くした構造となっている。
- 高山橋
- 下高山橋
- 中嶋橋
- 寺前橋
- 飯村大橋（愛知県道31号東三河環状線）
- 中殿田橋
- 三本木橋
- 弥六橋
- 殿田橋（旧東海道）
- 殿田橋（国道1号）
- 茶屋橋
- 下茶屋橋

（ここまで殿田川）
- 駒止橋
- 宮前橋
- 宮前池橋
- 岩田大橋（愛知県道31号東三河環状線）
- 岩田橋
- 黒福橋
- 岩鼻橋
- 中岩田橋
- 本郷橋
- 西山上橋
- 西山橋
- 横手橋
- 山中橋（国道1号） - 指定上流端
- 曙橋
- 本興寺橋（市道大池通り）

（ここまで内山川 → 山中川）
- 水車橋
- 上立合橋（愛知県道502号豊橋環状線）
- 立合橋
- 下立合橋
- 東小池橋
- 境橋（国道259号）
- 豊橋鉄道渥美線
- 柳生橋（田原街道：旧259号）
- 元柳生橋
- 東海道本線
- 東海道新幹線
- 小池橋
- 汐田橋（愛知県道388号大山豊橋停車場線）
- 上富田橋（愛知県道502号豊橋環状線）
- 富田橋
- 井の瀬橋
- 元浜橋
- 市場橋（愛知県道386号平井牟呂大岩線）
- 柳生川橋（国道23号豊橋バイパス）